# Mushuc Runa Sporting Club
Mushuc Runa Sporting Club, mayormente conocido como Mushuc Runa, es un club deportivo ecuatoriano originario de la ciudad de Ambato, fundado por el 2 de enero de 2003.
Su disciplina principal es el fútbol en el que debutó en la Segunda Categoría de Tungurahua en 2009. Actualmente participa en la Serie A de Ecuador.

## Historia
El club nació el 2 de enero del 2003.
Etimológicamente, su nombre viene del quichua: Mushuc que significa nuevo, y Runa que significa hombre, persona o ser humano, por lo que su traducción literal es "Hombre Nuevo". Este equipo fue fundado y adopta su nombre a raíz de una cooperativa de ahorro comunitaria formada por indígenas Chibuleos de la provincia de Tungurahua.
Sus colores tradicionales son el blanco, verde y rojo.

### Ascenso a la Serie B
Tras conseguir su segundo título en el Campeonato Provincial de Segunda Categoría de Tungurahua participaría en el Segunda Categoría de Ecuador 2011 en el cual jugaría en el Grupo A de la Zona 1, y cuyos rivales fueron los cuadros de Cuniburo F.C., Star Club, Dep. Cotopaxi y Unibolívar, logrando clasificar a la siguiente fase y ganando su grupo de manera invicta, ya que de los 6 encuentros jugados; obtendría el triunfo en 5 ocasiones, siendo su mejor resultado ante el Star Club a quien golearía de visita por 7-0, y solo empataría de local ante Cuniburo F.C. a un gol por bando. Ya en la 2.ª fase, participaría en el Grupo A y los rivales serían  los cuadros de Águilas, Alianza del Pailón, Club Social y Deportivo Macas, Fuerza Amarilla y Cuniburo F.C.. Nuevamente se ubicaría en el primer lugar con 22 puntos tras ganar 7 juegos y empatar y perder en una sola ocasión. La clasificación se la daría en la última fecha en la goleada de visita por 7-1 ante el cuadro de Fuerza Amarilla; ya asegurado el boleto al Campeonato Ecuatoriano de Fútbol Serie B 2012 definiría el torneo ante el cuadro del Ferroviarios. En el primer encuentro jugado en la ciudad de Durán el cuadro de Mushuc Runa ganaría por 2-1, pero el título se le escaparía de las manos en el encuentro de vuelta ya que perdería por un marcador de 3-2, siendo el marcador global de 4-4 pero el gol de visita favorecería al Ferroviarios, haciendo que el Mushuc Runa obtenga el subcampeonato.

### Un nuevo descenso
En el año 2016, luego una magra campaña, incluyendo cambio de técnico, llegaba la penúltima fecha, en la cual necesitaba con urgencia un triunfo para salir del fondo de la tabla, sólo obtuvo una derrota con Barcelona a 4-2, con esto Mushuc Runa quedó virtualmente descendido a la Serie B, ratificándose en la última fecha al ganar por 1-2 de visitante frente a Liga de Quito, así finalmente se consumó el retorno del cuadro Cooperativista a la Serie B del fútbol ecuatoriano.

### Un nuevo ascenso y un repechaje de la Copa Sudamericana 2019

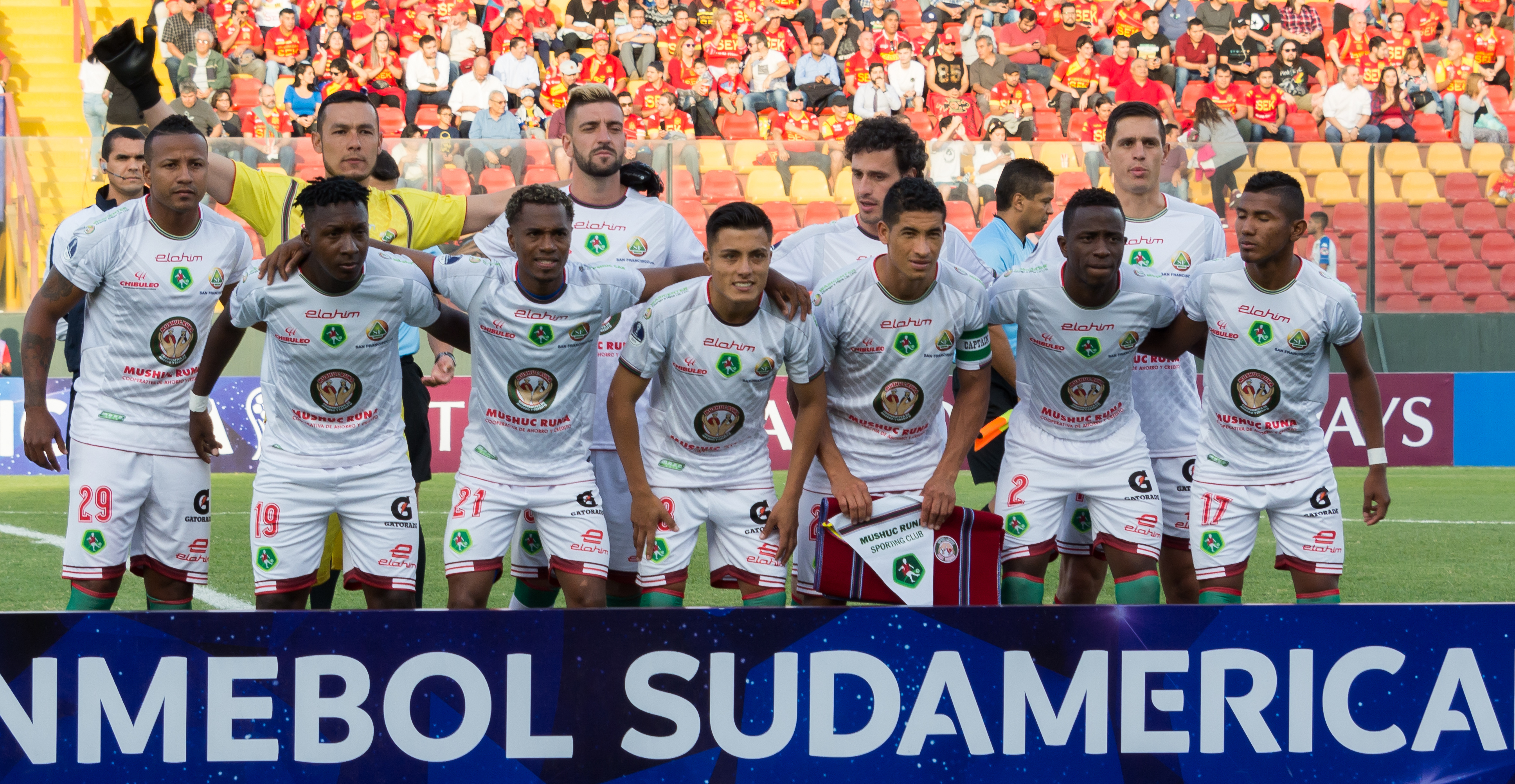
El equipo de Mushuc Runa en su primera participación en un torneo internacional.

Para la campaña de 2018 en la Serie B el cuadro del Mushuc Runa haría una gran campaña en la que lo convertiría en el campeón tras ganar en la última fecha al conjunto de Puerto Quito por marcador de 2-0 al finalizar el torneo acumularía un total de 80 puntos disputaría el repechaje a la Copa Sudamericana 2019 contra el Aucas equipo que terminaría en el 8.° puesto de la tabla acumulada de la Serie A 2018, en los juegos el cuadro del Mushuc Runa se lo vio como un equipo sólido y al final ganaría la serie por marcador global de 3-2 (1-0 en la ida y 2-2 en la vuelta) dándole su primera clasificación a un torneo internacional.
En el primer partido de Copa Sudamericana empató 1-1 con el equipo Unión Española con gol de Esteban Rivas para los visitantes y David Llanos para los chilenos. En el partido de vuelta en el Estadio Bellavista de Ambato igualó 1-1 con gol de Alejandro Rébola para el ponchito y José Aja para los visitantes pero en la tanda de penales perdió por 6 a 5 quedando eliminado.

## Uniforme

### Evolución del uniforme titular
| 2011 | 2012 | 2013 | 2014 | 2015 | 2016 | 2017 | 2018 | 2019 |  |

| 2020 | 2021 | 2022 | 2023 | 2024 |

### Evolución del segundo uniforme
| 2011 | 2012 | 2013 | 2014 | 2015 | 2016 | 2017 | 2018 | 2019 |  |

| 2020 | 2021 | 2022 | 2023 | 2024 |

### Evolución del tercer uniforme
| 2018 | 2019 | 2021 | 2022 | 2023 | 2024 |

## Auspiciantes
- Actualizado al 2025.

La camiseta actual lleva la marca Boman, empresa ecuatoriana de confección y distribución de accesorios deportivos; con la cual el club tiene vínculo desde 2021. El patrocinador principal es la Cooperativa de Ahorro y Crédito Mushuc Runa.
Esta es la cronología de las marcas y patrocinadores de la indumentaria del club.
Las siguientes tablas detallan las empresas proveedoras de indumentaria y los patrocinadores que tiene el club.
| Período         | Proveedor |
| --------------- | --------- |
| 2013 - 2014     | AESA      |
| 2015 - 2016     | Aurik     |
| 2017 - 2020     | Elohim    |
| 2021 - presente | Boman     |

| Período       | Auspiciador             |
| ------------- | ----------------------- |
| 2003-presente | Cooperativa Mushuc Runa |

## Datos del club
- Puesto histórico: 24.° (19.° según la RSSSF)[3]
- Temporadas en Serie A: 10 (2014-2016, 2019-presente).
- Temporadas en Serie B: 4 (2012-2013, 2017-2018).
- Temporadas en Segunda Categoría: 3 (2009-2011).
- Mejor puesto en la liga: 6.° (2024).
- Peor puesto en la liga: 12.° (2016).
- Mayor goleada a favor en torneos nacionales:
  - 6 - 1 a favor Delfín (17 de julio de 2021).
- Mayor goleada en contra en torneos nacionales:
  - 6 - 0 contra Barcelona (25 de marzo de 2015).
- Mayor goleada en contra en torneos internacionales:
  - 0 - 2 contra Liga de Quito (9 de marzo de 2022)
- Máximo goleador histórico: Carlos Quintero (26 goles anotados en partidos oficiales).
- Máximo goleador en torneos nacionales:
- Máximo goleador en torneos internacionales: Esteban Rivas, Alejandro Rébola y Mauricio Alonso Pereda (1 gol).
- Primer partido en torneos nacionales:
  - Emelec 1 - 0 Mushuc Runa (26 de enero de 2014 en el Estadio George Capwell).
- Primer partido en torneos internacionales:
  - Unión Española 1 - 1 Mushuc Runa (19 de marzo de 2019 en el estadio Santa Laura) (Conmebol Sudamericana 2019).

### Participaciones internacionales
| Competición               | Edición           |
| ------------------------- | ----------------- |
| Conmebol Sudamericana (3) | 2019, 2022, 2025. |

Nota: En negrita competiciones vigentes en la actualidad.
| Conmebol Sudamericana      | Conmebol Sudamericana | Conmebol Sudamericana | Conmebol Sudamericana | Conmebol Sudamericana | Conmebol Sudamericana | Conmebol Sudamericana | Conmebol Sudamericana | Conmebol Sudamericana                                |
| Edición                    | Ronda                 | PJ                    | PG                    | PE                    | PP                    | GF                    | GC                    | Goleador                                             |
| -------------------------- | --------------------- | --------------------- | --------------------- | --------------------- | --------------------- | --------------------- | --------------------- | ---------------------------------------------------- |
| Copa Sudamericana 2002     | No se clasificó       | No se clasificó       | No se clasificó       | No se clasificó       | No se clasificó       | No se clasificó       | No se clasificó       | No se clasificó                                      |
| Copa Sudamericana 2003     | No se clasificó       | No se clasificó       | No se clasificó       | No se clasificó       | No se clasificó       | No se clasificó       | No se clasificó       | No se clasificó                                      |
| Copa Sudamericana 2004     | No se clasificó       | No se clasificó       | No se clasificó       | No se clasificó       | No se clasificó       | No se clasificó       | No se clasificó       | No se clasificó                                      |
| Copa Sudamericana 2005     | No se clasificó       | No se clasificó       | No se clasificó       | No se clasificó       | No se clasificó       | No se clasificó       | No se clasificó       | No se clasificó                                      |
| Copa Sudamericana 2006     | No se clasificó       | No se clasificó       | No se clasificó       | No se clasificó       | No se clasificó       | No se clasificó       | No se clasificó       | No se clasificó                                      |
| Copa Sudamericana 2007     | No se clasificó       | No se clasificó       | No se clasificó       | No se clasificó       | No se clasificó       | No se clasificó       | No se clasificó       | No se clasificó                                      |
| Copa Sudamericana 2008     | No se clasificó       | No se clasificó       | No se clasificó       | No se clasificó       | No se clasificó       | No se clasificó       | No se clasificó       | No se clasificó                                      |
| Copa Sudamericana 2009     | No se clasificó       | No se clasificó       | No se clasificó       | No se clasificó       | No se clasificó       | No se clasificó       | No se clasificó       | No se clasificó                                      |
| Copa Sudamericana 2010     | No se clasificó       | No se clasificó       | No se clasificó       | No se clasificó       | No se clasificó       | No se clasificó       | No se clasificó       | No se clasificó                                      |
| Copa Sudamericana 2011     | No se clasificó       | No se clasificó       | No se clasificó       | No se clasificó       | No se clasificó       | No se clasificó       | No se clasificó       | No se clasificó                                      |
| Copa Sudamericana 2012     | No se clasificó       | No se clasificó       | No se clasificó       | No se clasificó       | No se clasificó       | No se clasificó       | No se clasificó       | No se clasificó                                      |
| Copa Sudamericana 2013     | No se clasificó       | No se clasificó       | No se clasificó       | No se clasificó       | No se clasificó       | No se clasificó       | No se clasificó       | No se clasificó                                      |
| Copa Sudamericana 2014     | No se clasificó       | No se clasificó       | No se clasificó       | No se clasificó       | No se clasificó       | No se clasificó       | No se clasificó       | No se clasificó                                      |
| Copa Sudamericana 2015     | No se clasificó       | No se clasificó       | No se clasificó       | No se clasificó       | No se clasificó       | No se clasificó       | No se clasificó       | No se clasificó                                      |
| Copa Sudamericana 2016     | No se clasificó       | No se clasificó       | No se clasificó       | No se clasificó       | No se clasificó       | No se clasificó       | No se clasificó       | No se clasificó                                      |
| Conmebol Sudamericana 2017 | No se clasificó       | No se clasificó       | No se clasificó       | No se clasificó       | No se clasificó       | No se clasificó       | No se clasificó       | No se clasificó                                      |
| Conmebol Sudamericana 2018 | No se clasificó       | No se clasificó       | No se clasificó       | No se clasificó       | No se clasificó       | No se clasificó       | No se clasificó       | No se clasificó                                      |
| Conmebol Sudamericana 2019 | Primera fase          | 2                     | 0                     | 2                     | 0                     | 2                     | 2                     | Esteban Rivas y Alejandro Rébola: 1                  |
| Conmebol Sudamericana 2020 | No se clasificó       | No se clasificó       | No se clasificó       | No se clasificó       | No se clasificó       | No se clasificó       | No se clasificó       | No se clasificó                                      |
| Conmebol Sudamericana 2021 | No se clasificó       | No se clasificó       | No se clasificó       | No se clasificó       | No se clasificó       | No se clasificó       | No se clasificó       | No se clasificó                                      |
| Conmebol Sudamericana 2022 | Primera Fase          | 2                     | 0                     | 1                     | 1                     | 1                     | 3                     | Mauricio Alonso: 1                                   |
| Conmebol Sudamericana 2023 | No se clasificó       | No se clasificó       | No se clasificó       | No se clasificó       | No se clasificó       | No se clasificó       | No se clasificó       | No se clasificó                                      |
| Conmebol Sudamericana 2024 | No se clasificó       | No se clasificó       | No se clasificó       | No se clasificó       | No se clasificó       | No se clasificó       | No se clasificó       | No se clasificó                                      |
| Conmebol Sudamericana 2025 | En disputa            | En disputa            | En disputa            | En disputa            | En disputa            | En disputa            | En disputa            | En disputa                                           |
| Total                      |                       | 4                     | 0                     | 3                     | 1                     | 3                     | 5                     | Esteban Rivas, Alejandro Rébola y Mauricio Alonso: 1 |

### Resumen estadístico
- Última actualización: 01 de enero del 2024

| Competición                      | Part | PJ  | PG | PE | PP  | GF  | GC  | DG   | PTS | Mejor resultado |
| -------------------------------- | ---- | --- | -- | -- | --- | --- | --- | ---- | --- | --------------- |
| Torneos nacionales               |      |     |    |    |     |     |     |      |     |                 |
| Campeonato Ecuatoriano de Fútbol | 8    | 260 | 69 | 72 | 119 | 278 | 389 | -111 | 279 | 7.°             |
| Copa Ecuador                     | 2    | 13  | 8  | 1  | 4   | 19  | 14  | +5   | 25  | Semifinales     |
| Torneos internacionales          |      |     |    |    |     |     |     |      |     |                 |
| Conmebol Sudamericana            | 2    | 4   | 0  | 3  | 1   | 3   | 5   | -2   | 3   | Primera Fase    |
| Total                            | 12   | 277 | 77 | 76 | 124 | 300 | 408 | -108 | 307 |                 |

## Jugadores

### Goleadores
| # | Jugador           | Temporadas             | Goles |
| - | ----------------- | ---------------------- | ----- |
| 1 | Carlos Quintero   | 2014 y 2016            | 27    |
| 2 | Santiago Giordana | 2021-2022              | 19    |
| 3 | Maxi Barreiro     | 2014 - 2015            | 18    |
| 4 | Bagner Delgado    | 2018 - 2019, 2021-2024 | 14    |
| 5 | Jonatan Bauman    | 2021 y 2024            | 13    |
| 6 | Roberto Ordóñez   | 2015                   | 12    |
| 7 | Muriel Orlando    | 2020                   | 11    |

### Plantilla 2025
- Última actualización: 20 de julio de 2025.

#### Altas y bajas primer semestre 2025
- Última actualización: 28 de enero de 2025.

| Altas              |                |                         |                 |
| Jugador            | Posición       | Procedencia             | Tipo            |
| Rodrigo Formento   | Guardameta     | Cerro Largo             | Libre           |
| Glendys Mina       | Defensa        | Libertad                | Libre           |
| Luis Haquín        | Defensa        | Ponte Preta             | Préstamo        |
| Kevin Peralta      | Defensa        | El Nacional             | Libre           |
| Pedro Perlaza      | Defensa        | Delfín                  | Libre           |
| Bryan Bentaberry   | Defensa        | Liverpool               | Libre           |
| Luis Arce          | Centrocampista | El Nacional             | Libre           |
| Nicolás Dávila     | Centrocampista | Deportivo Cuenca        | Libre           |
| Ramiro Cristóbal   | Centrocampista | River Plate             | Libre           |
| Carlos Orejuela    | Delantero      | Vargas Torres           | Libre           |
| Bryan Angulo       | Delantero      | The Strongest           | Libre           |
| Renny Simisterra   | Delantero      | Aurora                  | Libre           |
| Cristian Penilla   | Delantero      | Libertad                | Libre           |
| Bruno Miranda      | Delantero      | The Strongest           | Libre           |
| Matías Rigoleto    | Delantero      | Albion                  | Libre           |
| Bajas              |                |                         |                 |
| Jugador            | Posición       | Destino                 | Tipo            |
| Jorge Pinos        | Guardameta     | Cobresal                | Fin de contrato |
| Adrián Bone        | Guardameta     | Miguel Iturralde        | Fin de contrato |
| Juan Cruz Randazzo | Defensa        | Deportivo Riestra       | Fin de contrato |
| Luis Ayala         | Defensa        | Macará                  | Fin de contrato |
| Marco Montaño      | Defensa        | El Nacional             | Fin de contrato |
| Jeison Mina        | Defensa        | Barcelona               | Fin de préstamo |
| Joaquín Vergés     | Centrocampista | Pouso Alegre            | Fin de contrato |
| Jean Estacio       | Centrocampista | Delfín                  | Fin de contrato |
| Ariel Alcívar      | Centrocampista | Bandera de ?            | Fin de contrato |
| Daniel Segura      | Delantero      | Leones                  | Fin de contrato |
| Enzo Fernández     | Delantero      | Sport Huancayo          | Fin de contrato |
| Jahir Caicedo      | Delantero      | Club Atlético Vinotinto | Fin de contrato |
| Frank Obando       | Delantero      | 11 de Mayo Fútbol Club  | Fin de contrato |
| William Ocles      | Delantero      | Deportivo Quito         | Fin de contrato |
| Mathías Acuña      | Delantero      | Bandera de ?            | Fallecimiento   |

## Entrenadores
- César Vigevani (13 de diciembre de 2013–1 de abril de 2014)
- Fabián Burbano (1 de abril de 2014–4 de abril de 2014)
- Julio Asad (4 de abril de 2014-30 de marzo de 2015)
- Sixto Vizuete (31 de marzo de 2015-13 de diciembre de 2015)
- Humberto Pizarro (15 de diciembre de 2015-16 de abril de 2016)
- Néstor Clausen (16 de abril de 2016-7 de julio de 2016)
- Víctor Hugo Andrada (20 de julio de 2016-31 de octubre de 2016)
- Luis Espinel (30 de diciembre de 2016-11 de junio de 2017)
- Juan Carlos Garay (11 de junio de 2017-6 de noviembre de 2017)
- Héctor Chacha (7 de noviembre de 2017-19 de diciembre de 2017)
- Geovanny Cumbicus (19 de diciembre de 2017-29 de mayo de 2019)
- Martín Cardetti (31 de mayo de 2019-11 de noviembre de 2019)
- Ricardo Dillon (12 de noviembre de 2019-19 de diciembre de 2020)
- Geovanny Cumbicus (24 de diciembre de 2020-27 de mayo de 2021)

## Palmarés

### Torneos nacionales
| Competición                        | Títulos | Subcampeonatos |
| ---------------------------------- | ------- | -------------- |
| Serie A de Ecuador (0/0)           |         |                |
| Serie B de Ecuador (1/1)           | 2018.   | 2013.          |
| Segunda Categoría de Ecuador (0/1) |         | 2011.          |

### Torneos provinciales
| Competición                                                | Títulos     | Subcampeonatos |
| ---------------------------------------------------------- | ----------- | -------------- |
| Campeonato Provincial de la Liga Amateur de Tungurahua (1) | 2008.       |                |
| Segunda Categoría de Tungurahua (2/0)                      | 2009, 2011. | 2010.          |